# The Difficult Couple
The Difficult Couple (难夫难妻S, Nànfū NànqīP), conosciuto anche con il titolo Die for Marriage, è un film del 1913 diretto da Zheng Zhengqiu e Zhang Sichuan. La sceneggiatura comprendeva dialoghi composti da poco più di 1000 caratteri, è il primo film cinese con sceneggiatura originale. È considerato inoltre film perduto.

## Trama
La storia si concentra su un uomo ed una donna, che, pur non essendosi mai incontrati, dovranno sposarsi per volere delle reciproche famiglie.